# Brachypalpus valgus
Brachypalpus valgus là một loài ruồi trong họ Ruồi giả ong (Syrphidae). Loài này được Panzer mô tả khoa học đầu tiên năm 1798. Brachypalpus valgus phân bố ở vùng Cổ Bắc giới